# Meziplanetární dopravní systém
Meziplanetární dopravní systém (anglicky Interplanetary Transport System, ITS) byl návrh velké meziplanetární vesmírné lodi a nosné rakety s kapacitou 100 lidí včetně potřebného nákladu určené prvotně k cestě k Marsu a jeho kolonizaci. Díky stoprocentní znovupoužitelnosti měla výrazně zlevnit meziplanetární cestování lidské posádky oproti současným možnostem. SpaceX v roce 2017 aktualizovala plán letů k Marsu a původní návrh ITS transformovala do menšího návrhu BFR.

## Koncept

### Plavidlo
Vesmírná loď je nazvaná Srdce ze zlata (anglicky Heart of Gold) podle stejnojmenné lodi ze Stopařova průvodce po Galaxii. Výška celé rakety včetně vesmírné lodi by měla činit 122 m, tedy asi jako dva Boeingy 747 za sebou nebo dvě Petřínské rozhledny nad sebou, čímž velikostně značně převyšuje všechna dosavadní lidmi vyrobená vesmírná plavidla. Tvoří ji loď samotná a mocný, vícenásobně použitelný stupeň nosné rakety, která má obsahovat 42 velmi výkonných motorů Raptor. Ty by měly spalovat tekutý kyslík a metan, zatímco současné motory spalují směsi o více kapalinách. Palivo by tak mělo být účinnější a spolehlivější.

### Let
Nosná raketa při prvním startu dopraví loď na oběžnou dráhu a vrátí se na místo startu. Následně vzlétne ještě několikrát, aby na palubu navozila nákladním modulem palivo na cestu k cíli.

## Destinace

### Mars

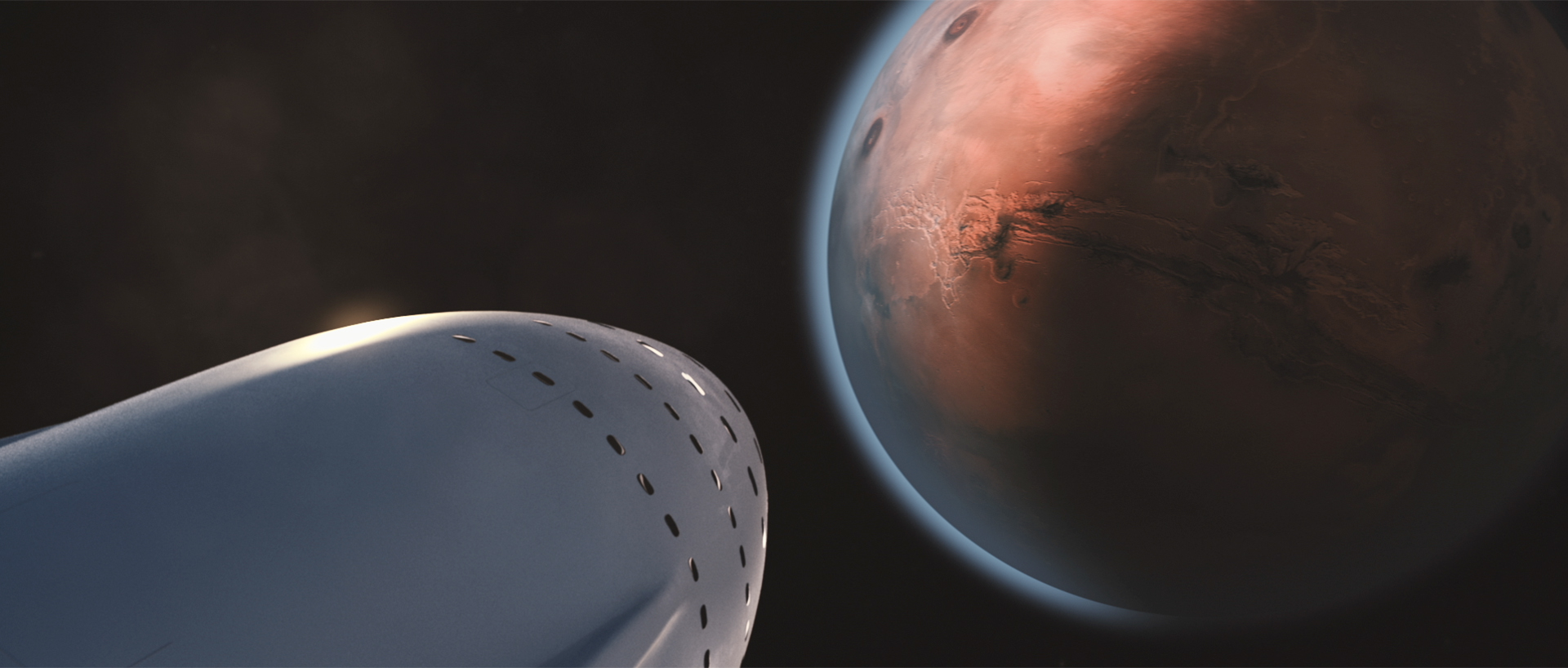
Přílet k Marsu (umělecká představa)

Jako první podle plánu loď vypluje na Mars. Nové motory Raptor umožní zkrátit dobu cesty z 6 až 9 měsíců na něco přes 3. Díky tomu, lehčím materiálům a znovupoužitelným technologiím společnost očekává, že se podaří zlevnit náklady na cestu k Marsu na jednoho člověka na zhruba 200 tisíc dolarů (cca 4 mil. Kč). Pomocí současných technologií by to přitom bylo podle odhadů společnosti asi 10 miliard dolarů (přes 240 mld. Kč).
Na Marsu je dostatek surovin k výrobě paliva. Je zde voda ve formě ledu, z které lze energií získávanou solárními panely získat vodík a kyslík a ty pak sloučit v metan. První let k Marsu by tak měl být bez lidské posádky a nejprve by měl do cíle odvézt zařízení na výrobu paliva. To bude zpočátku malé, ale při dalších letech bude postupně rozšířeno.
První lidé by měli dorazit na Mars podle Elona Muska, šéfa společnosti, v roce 2024, což je ale podle něho optimistický odhad. Loď má k Marsu létat každých 26 měsíců, vždy v době, kdy je postavení Marsu vůči Zemi nejpříznivější.

### Další tělesa

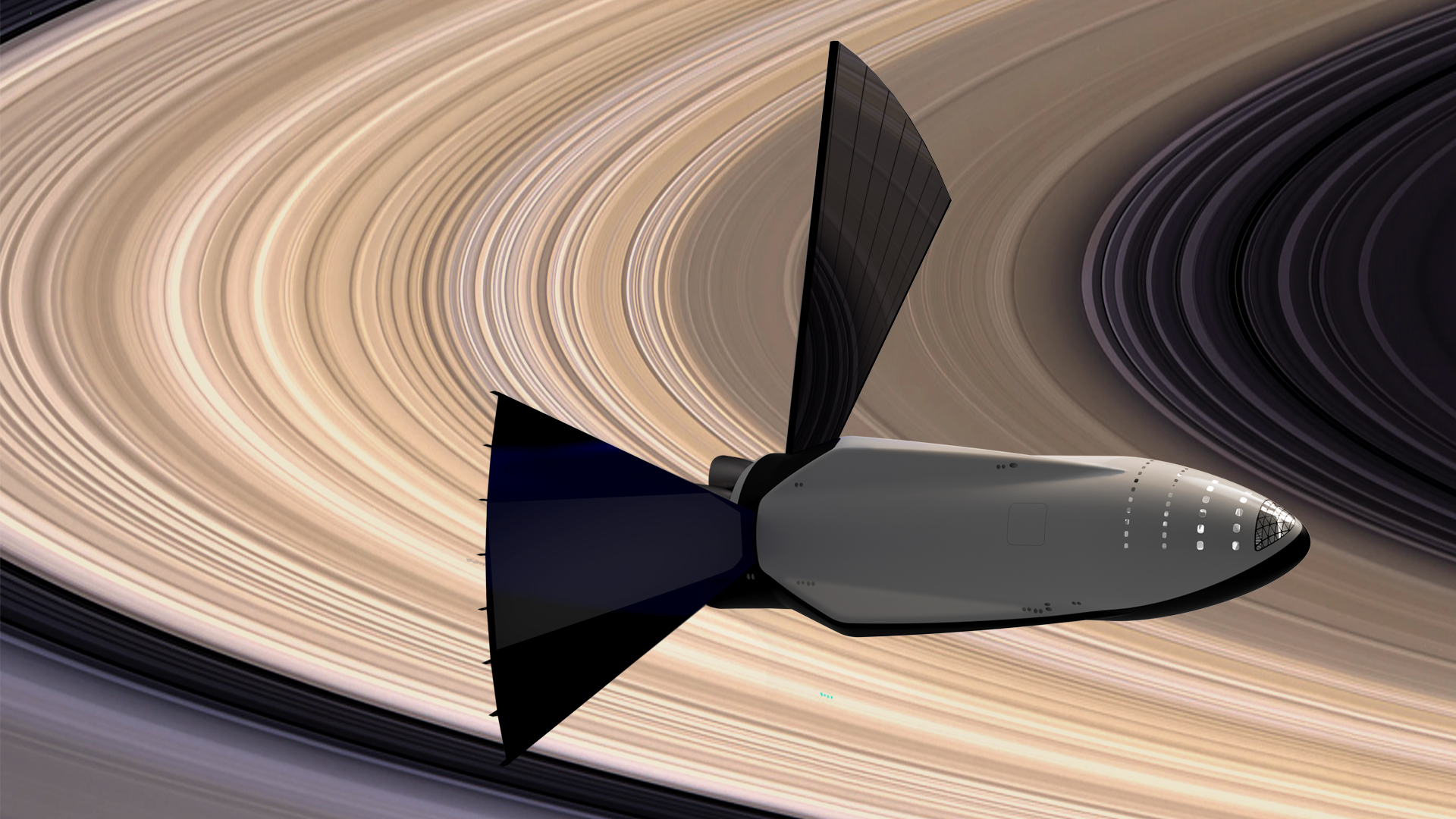
Přelet nad Saturnem (umělecká představa)

Po Marsu by mohla loď ITS s lidskou posádkou vyplout k Saturnovu měsíci Enceladus, k Jupiterovu měsíci Europa, k objektům Kuiperova pásu, k palivové stanici na Plutu nebo k Oortově oblaku.

## Pokrok projektu
Zkouškou prošly motory Raptor v září 2016.
Společnost také vytvořila prototyp nádrže z uhlíkových vláken. Tento materiál je velmi lehký, avšak v kombinaci s podchlazeným palivem způsobuje problémy. SpaceX provedla několik testů a úprav, které podle Elona Muska dopadly dobře. V únoru 2017 byly spatřeny trosky nádrže, která zřejmě neodolala dalším testům. SpaceX se k události nevyjádřila.
V roce 2017 byl návrh Marsovské dopravní infrastruktury zmenšen a dostal nový název BFR.